# Austrolycopodium assurgens
Austrolycopodium assurgens là một loài thực vật có mạch trong Họ Thạch tùng. Loài này được (Fée) Holub mô tả khoa học đầu tiên năm 1991.